# 친일파 708인 명단 - 고등계 형사
친일파 708인 명단 - 고등계 형사는 2002년 민족정기를 세우는 국회의원모임에서 발표한 친일파 708인 명단 가운데 고등계 형사 10명의 명단이다.

## 〈고등계 형사〉 목록
- 김병태 (金炳泰) : 춘천
- 김석기 (金錫起) : 강릉
- 김영기 (金榮基) : 강경
- 배만수 (裵萬壽) : 대구
- 심량체 (沈良諦) : 대구
- 오세윤 (吳世潤) : 목포
- 이대우 (李大羽) : 대구
- 이종하 (李鍾河) : 전주
- 장인환 (張寅煥) : 강릉
- 홍사묵 (洪思默) : 강릉

## 같이 보기
- 민족문제연구소의 친일인명사전 수록예정자 명단 - 경찰
- 대한민국 정부 발표 친일반민족행위자 명단 - 통치 기구